# Bölarps naturreservat
Bölarp är ett naturreservat i Veinge socken i Laholms kommun i Halland.
Reservatet består av öppen ljunghed och omges av skogsmark. Det 7 hektar stora området utgör en rest av ett tidigare vidsträckt hedlandskap. Det är skyddat sedan 1986.

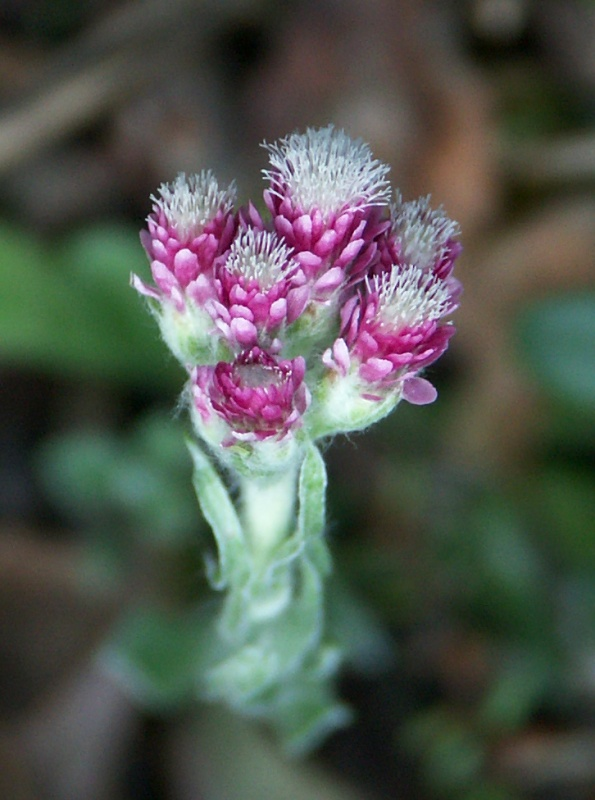
Kattfot

Området är avsatt som reservat även beroende på förekomsten av den sällsynta nålginsten. På ljungheden trivs örter som slåttergubbe, kattfot, Jungfru Marie nycklar och nattviol. Nötboskap betar området.